# Комое (река)
Комое (на френски: Comoé) е река в Западна Африка, протичаща през югозападната част на Буркина Фасо и източната част на Кот д'Ивоар, вливаща се в Атлантическия океан, с дължина 813 km и площ на водосборния басейн 82 408 km². Река Комое води началото си на 500 m н.в. от крайните североизточните разклонения на Леоно-Либерийските възвишения в югозападната част на Буркина Фасо, на около 30 km югозападно от град Бобо Диуласо. По цялото си протежение тече в южна посока, в горното течение през високотревисти савани, а в средното и долното – през гъсти екваториални гори. След устието на десния си приток Лераба навлиза на територията на Кот д'Ивоар и преминава през западната част на националния парк „Комое“. Влива се в северозападната част на Гвинейския залив на Атлантическия океан при град Гран Басам. Основни притоци: леви – Синло, Баве, Боин, Ирингу, Конго, Диоре, Ба, Аума, Манзан; десни – Лераба, Колонкоко, Гбене, Син, Кинкене, Сегбоно, Ифу, Далун, Косан. Подхранването ѝ е предимно дъждовно. Покачването на водите започва през юли, максимумът на оттока е през септември и октомври, а минимумът през февруари. Средният годишен отток в долното течение на реката е 430 m³/s. В най-долното си течение е плавателна за плитко газещи речни съдове.